# 无垢友

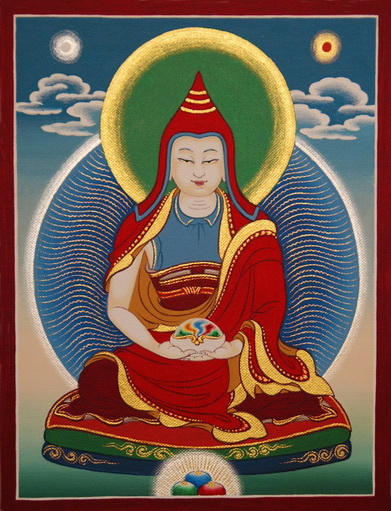
无垢友

无垢友，梵文音譯毗摩羅彌怛囉，藏語音译毕玛拉米扎（藏語：བི་མ་ལ་མི་ཏྲ）或譯貝瑪木札，是公元八世纪印度的一位佛教僧侣，后来来西藏弘法。他是一位密宗僧人，活跃于藏传佛教前弘期。
无垢友是天竺西部的迦湿弥罗（今克什米尔）人。在赤松德赞弘法时期，他来到吐蕃传播密宗教法，在天竺僧人中地位仅次于莲花生和寂护。他把《集密》等密宗典籍翻译成藏文。无垢友后来被藏传佛教宁玛派尊奉为大圓滿傳承的主要祖师之一。